# GAIL
GAIL (India) (гінді गेल (इंडिया)) — найбільша газова компанія Індії. Займається всіма аспектами газового бізнесу: розвідкою, видобутком, транспортуванням, переробкою, генерацією електроенергії з використанням газу як палива і продажем готової продукції. У власності компанії знаходяться 6700 км газопроводів загальною пропускною спроможністю 54 млрд м³ на рік, 7 заводів ЗНГ загальною потужністю 1,2 млн т на рік, газохімічний комплекс у селі Пата (округ Аурайя, штат Уттар-Прадеш), 1922 км газопроводів ЗНГ.
У рейтингу Forbes 2000 займає 1037-е місце.

## Історія
Раніше компанія була відома під ім'ям англ. Gas Authority of India Ltd. Була заснована урядом Індії в серпні 1984 року для створення газової інфраструктури країни.